# Cerkiew św. Symeona Słupnika w Dołhobyczowie
Cerkiew św. Szymona Słupnika – prawosławna cerkiew filialna w Dołhobyczowie. Należy do parafii Zaśnięcia Najświętszej Maryi Panny w Hrubieszowie, w dekanacie Zamość diecezji lubelsko-chełmskiej Polskiego Autokefalicznego Kościoła Prawosławnego.
Pierwszą cerkiew prawosławną w Dołhobyczowie wzniesiono przed 1472. Miejscowa parafia przyjęła następnie unię. W 1875 została przymusowo wcielona do prawosławnej eparchii chełmsko-warszawskiej w ramach likwidacji unickiej diecezji chełmskiej. Obecnie istniejąca świątynia powstała na początku XX wieku po pożarze starszej cerkwi. Autorem jej projektu był Władimir Pokrowski. Była to jedna z nielicznych w zaborze rosyjskim świątyń reprezentujących styl bizantyjsko-rosyjski w wariancie neobizantyjskim.
Cerkiew pozostawała siedzibą parafii w okresie międzywojennym, natomiast po przesiedleniach ludności ukraińskiej w latach 40. XX wieku została opuszczona i przeszła na własność Skarbu Państwa. Była użytkowana przez spółdzielnię „Samopomoc Chłopska”, następnie stała pusta. W 1967 Polski Autokefaliczny Kościół Prawosławny uzyskał zgodę na wznowienie w niej życia liturgicznego, jednak z powodu bardzo złego stanu technicznego zaniedbanego budynku plany te zarzucono. Budynek został zabezpieczony przed dalszą degradacją na początku lat 90. XX wieku, jednak dopiero w latach 2007–2010 diecezja lubelsko-chełmska przeprowadziła jego kompleksowy remont. W świątyni nie odbywają się regularne nabożeństwa z powodu braku ludności prawosławnej w miejscowości.
Budowla położona jest na skraju parku dworskiego w Dołhobyczowie, w południowo-wschodniej części miejscowości. Nowy cmentarz prawosławny znajduje się dalej od świątyni.
Cerkiew wpisano do rejestru zabytków 28 marca 1988 pod nr. A/438 (nowy nr A/1555).

## Historia

### Pierwsza cerkiew w Dołhobyczowie. Budowa murowanej świątyni
Pierwsze informacje o prawosławnej cerkwi w Dołhobyczowie pochodzą z 1472. Miejscowa placówka duszpasterska przyjęła następnie unię. Parafią prawosławną stała się ponownie w 1875 po likwidacji unickiej diecezji chełmskiej. Następnie działała w strukturach dekanatu tomaszowskiego I eparchii chełmsko-warszawskiej, później – eparchii chełmskiej. Drewniana cerkiew z XV w. istniała do początku wieku XX. Nie była położona w tym samym miejscu, co obecna świątynia, ale 150 m dalej na północ, na wzniesieniu po wschodniej stronie drogi do Oszczowa. Istnienie starszej cerkwi upamiętnia obelisk z krzyżem prawosławnym i cerkiewnosłowiańską inskrypcją. Niezachowaną cerkiew otaczał cmentarz, również niezachowany (od dwudziestolecia międzywojennego jest to cmentarz wojskowy).
Aktualnie istniejąca świątynia została wybudowana po pożarze starszej. Jako moment budowy wymieniana jest data 1910, 1904, 1903–1904 lub 1900–1904. Na obelisku upamiętniającym dawną cerkiew wskazuje, że istniała ona do r. 1904. Autorem projektu nowego budynku sakralnego był architekt eparchii chełmskiej Władimir Pokrowski.

### Do 1947
W dwudziestoleciu międzywojennym cerkiew początkowo nie była przewidywana do otwarcia – Ministerstwo Wyznań Religijnych i Oświecenia Publicznego w 1919 nie uwzględniło placówki duszpasterskiej w Dołhobyczowie w wykazie projektowanych etatowych parafii prawosławnych. Mimo to cerkiew została udostępniona wiernym najpóźniej w 1923. Była to jedna z siedemnastu czynnych świątyń tego wyznania w powiecie hrubieszowskim, była świątynią parafii wchodzącej w skład dekanatu hrubieszowskiego diecezji warszawsko-chełmskiej PAKP.
Po II wojnie światowej i wysiedleniach Ukraińców w latach 40. XX wieku obiekt sakralny został porzucony. W kwietniu 1947 w Dołhobyczowie pozostało jeszcze 386 prawosławnych, zaś w całym powiecie ich liczbę szacowano na 865 osób. W związku z tym PAKP ubiegał się o zachowanie parafii dołhobyczowskiej, jednak nie otrzymał zgody na rejestrację czynnej cerkwi. Z tego samego roku pochodzi okólnik Wydziału Społeczno-Politycznego Urzędu Wojewódzkiego w Lublinie, który negatywnie odnosił się do otwierania jakichkolwiek świątyń prawosławnych w powiecie. Ich działanie miałoby bowiem przyczyniać się do jego ukrainizacji. Obecność wyznawców prawosławia w Dołhobyczowie, spotykających się na modlitwę w prywatnych domach, odnotowano także po 1947.

## Galeria

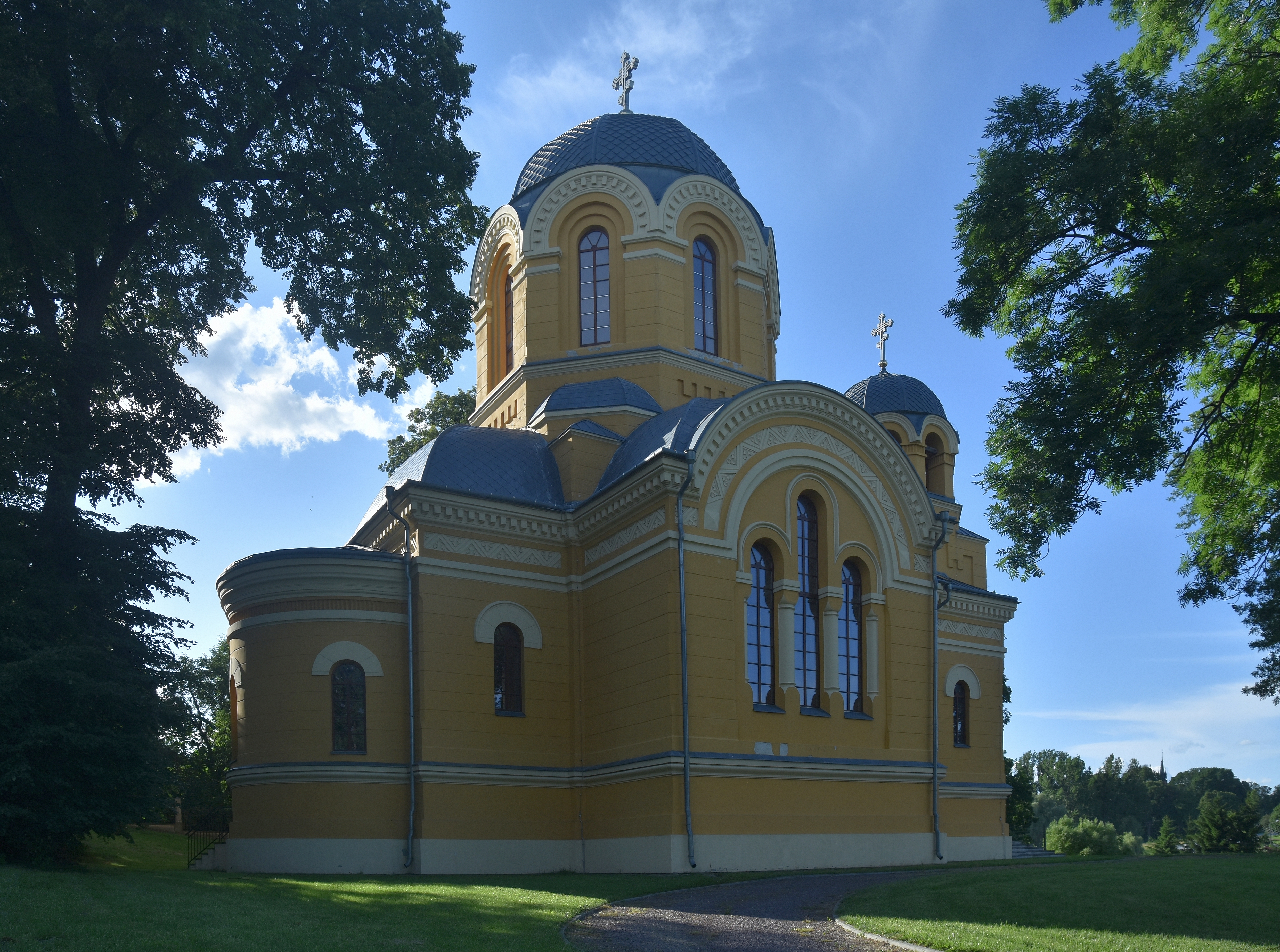
Elewacja tyna
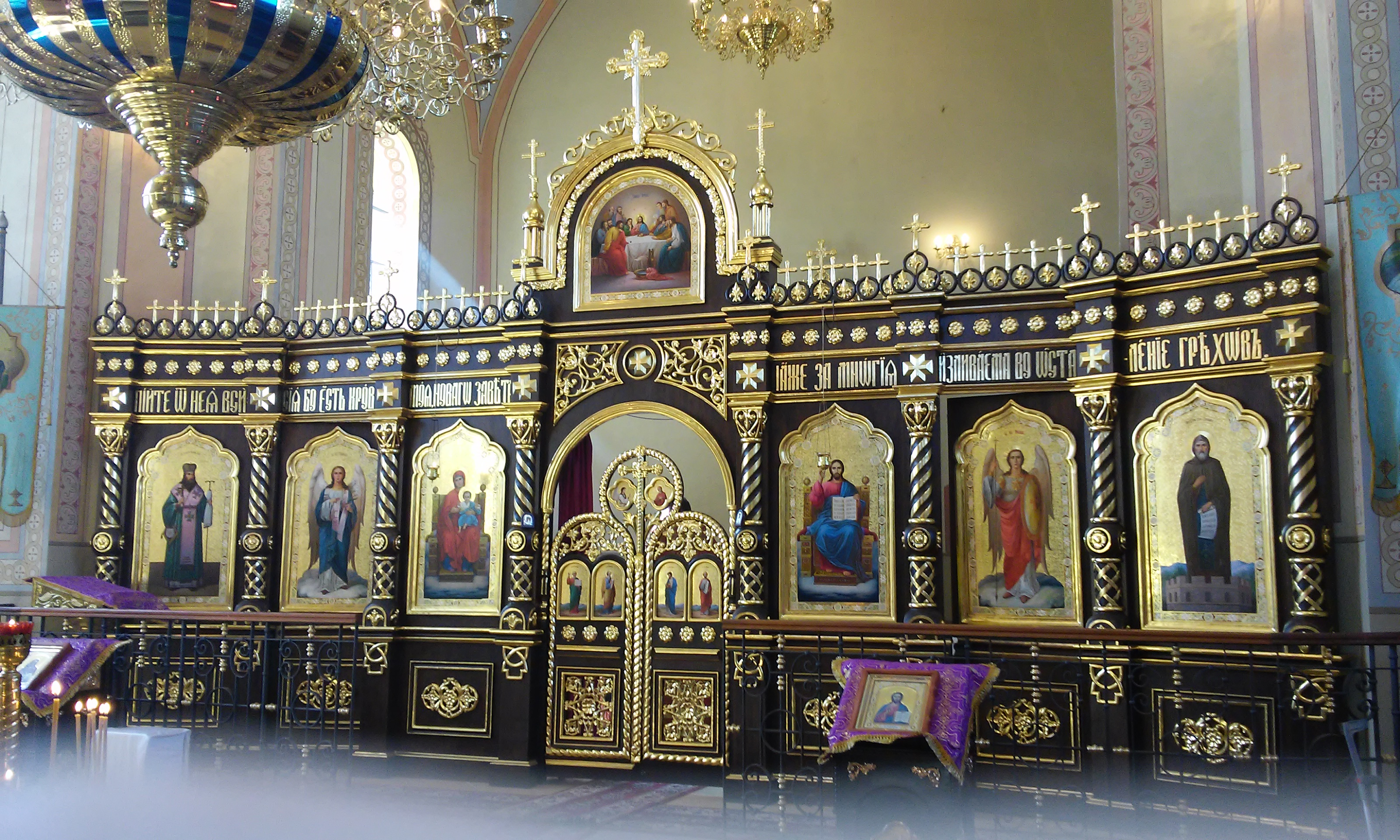
Wnętrze
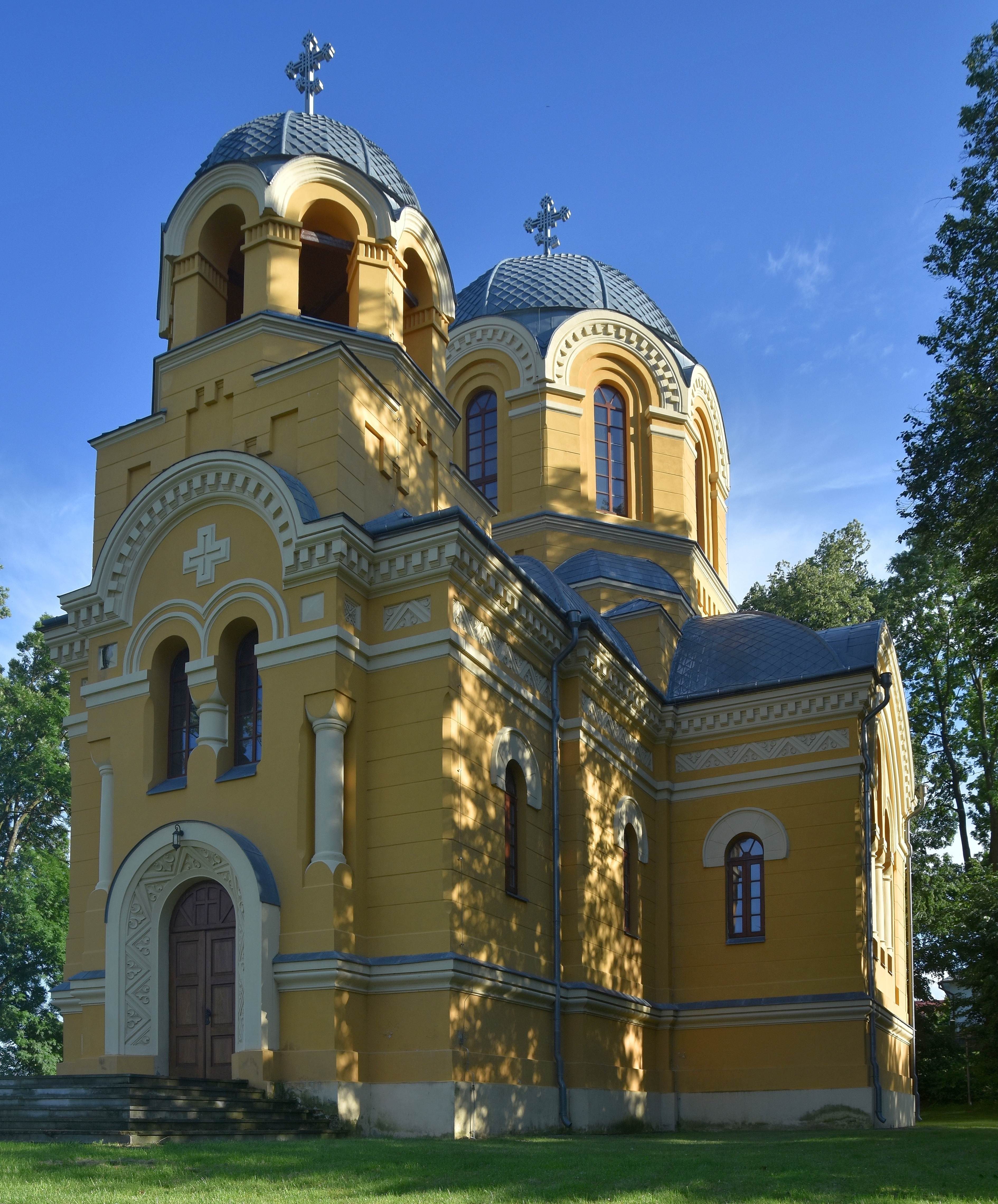
Elewacja boczna

### Dewastacja. Próby odzyskania świątyni
Opuszczona świątynia przeszła na własność Skarbu Państwa. Do 1956 użytkowała ją gminna spółdzielnia „Samopomoc Chłopska”. W wymienionym roku Polski Autokefaliczny Kościół Prawosławny ponownie ubiegał się o odzyskanie budowli i utworzenie filii parafii w Hrubieszowie, jednak władze wydały w tej sprawie odpowiedź odmowną, twierdząc, że w miejscowości przebywa zbyt mała liczba wiernych i że nie będą oni w stanie utrzymać cerkwi. Wpływ na negatywną decyzję miała zła opinia wystawiona przez lubelski Urząd ds. Wyznań ks. M. Ościence z Hrubieszowa – zwolennikowi wprowadzenia języka ukraińskiego do liturgii. Kolejną próbę odzyskania świątyni podjął w 1967 metropolita warszawski i całej Polski Stefan, który twierdził, że w Dołhobyczowie istnieje 200-osobowa społeczność prawosławna, i z uwagi na odległość nie może w praktyce korzystać z cerkwi w Hrubieszowie. Metropolita rozpoczął starania o zwrot cerkwi po tym, gdy został poinformowany, że może ona zostać rozebrana lub uznana za trwałą ruinę. Władze zgodziły się na restytucję parafii w Dołhobyczowie i na powtórne poświęcenie budynku. Bardzo zły stan techniczny obiektu sprawił jednak, że po rekonsekracji i tak nie rozpoczęto w świątyni regularnych nabożeństw. W kolejnych latach niezagospodarowana cerkiew ulegała stopniowej dewastacji.

### Odnowienie
Polski Autokefaliczny Kościół Prawosławny odzyskał obiekt w latach 80. XX wieku. Na początku kolejnego dziesięciolecia diecezja lubelsko-chełmska przeprowadziła częściowy remont świątyni, wymieniając dach na kopułach, wstawiając nowe drzwi i zabezpieczając bryłę budynku. Z braku funduszy nie było możliwe całkowite odnowienie zniszczonego obiektu.
W 2006 władze gminy informowały o planach wyremontowania budynku i umieszczenia w nim muzeum sztuki sakralnej Kościoła katolickiego (obrządków łacińskiego i greckokatolickiego), prawosławia i judaizmu. Ostatecznie cerkiew w Dołhobyczowie została odremontowana dzięki uzyskaniu przez diecezję lubelsko-chełmską PAKP dofinansowania z Funduszu Norweskiego na jej renowację. W ramach tego samego projektu odnowiona została cerkiew Zaśnięcia Najświętszej Maryi Panny w Szczebrzeszynie, a łączny koszt dofinansowania wyniósł 1,5 mln euro. 900 tys. złotych przeznaczyło na ten cel polskie ministerstwo kultury, a 200 tys. – miasto i gmina Szczebrzeszyn. Prace rozpoczęto w sierpniu 2007.
Obiekt został otwarty po zakończonym remoncie 28 maja 2010, w obecności przedstawicieli władz centralnych i lokalnych, wiceminister kultury i dziedzictwa narodowego Moniki Smoleń, duchowieństwa prawosławnego i rzymskokatolickiego, przedstawicieli Funduszu Norweskiego oraz konsula Ukrainy w Lublinie. Molebień w cerkwi, pierwsze nabożeństwo od lat 40. XX wieku, sprawował wówczas arcybiskup lubelski i chełmski Abel. Współcześnie (początek XXI w.) w Dołhobyczowie nie ma ludności prawosławnej.

## Architektura

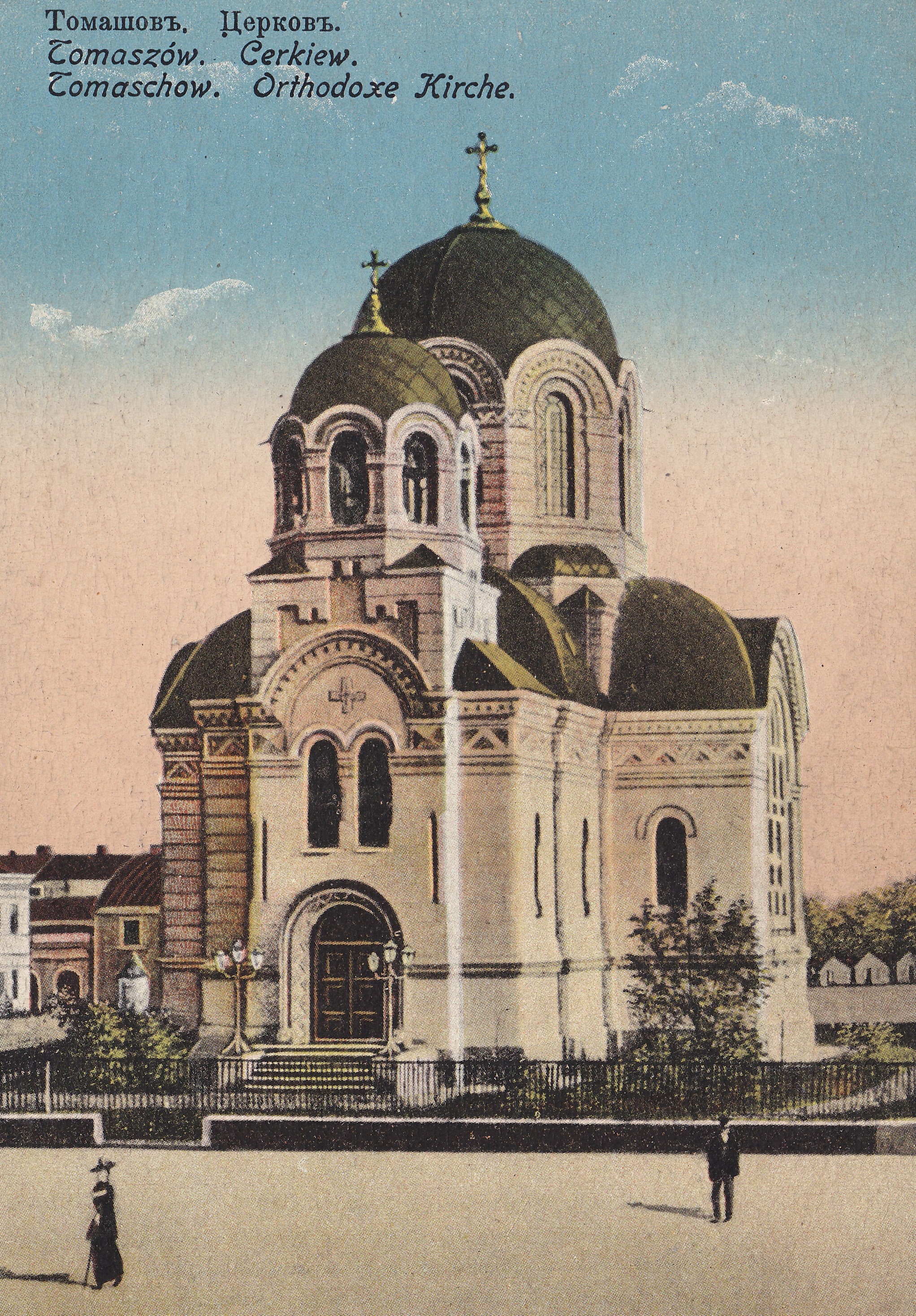
Cerkiew w Dołhobyczowie została wzniesiona według tego samego projektu, co przedstawiona na archiwalnej pocztówce cerkiew w Tomaszowie Mazowieckim

Budynek reprezentuje styl bizantyjsko-rosyjski w wariancie neobizantyjskim. Został wzniesiony na planie krzyża greckiego. Nad jego środkową częścią położony jest ośmioboczny bęben, na którym posadowiono kopułę. Boczne ramiona krzyża przykrywają dachy o linii sklepień kolebkowych. Pomieszczenie ołtarzowe wzniesiono na planie prostokąta, zamyka je półkolista absyda. Z kolei nad przedsionkiem trójdzielnej budowli wznosi się zwieńczona latarnią z kopulastym hełmem dzwonnica. Dach przedsionka jest półkopulasty, trójpołaciowy. Świątynię zdobią kolumienki o głowicach kostkowych oraz kostkowe i zygzakowe fryzy.
Architektura cerkwi dołhobyczowskiej była ewenementem na tle innych prawosławnych świątyń wzniesionych w okresie zaboru rosyjskiego. Zastosowany styl neobizantyjski w takiej formie reprezentowały oprócz niej tylko zbudowane według tego samego projektu Pokrowskiego cerkwie w Tomaszowie Mazowieckim (poświęcona w 1901) i w Rygałówce (z 1902).
We wnętrzu świątyni znajduje się jednorzędowy ikonostas. Został on zrekonstruowany razem z polichromiami w czasie ostatniego remontu na podstawie zdjęć przechowywanych w archiwum we Lwowie. Podczas renowacji uporządkowano także cmentarz prawosławny w Dołhobyczowie, wcześniej porzucony, i zrekonstruowano ogrodzenie.